# 陈宅镇
陈宅镇，是中国浙江省绍兴市诸暨市下辖的一个镇。

## 行政区划
下辖以下地区：
陈宅村、湖田村、大罗村、东蔡村、枫树头村、绿化村、开化村、石壁湖村、堂里坞村、东升村和巽迪陈村。